# Jan Dyfverman
Jan Arvid Dyfverman, född 23 februari 1935 i Örnsköldsvik, död 6 augusti 2004, var en svensk väg- och vattenbyggnadsingenjör. 
Dyfverman, som var son till distriktslantmätare Carl Johan Dyfverman och Eva Johansson, avlade studentexamen i Uddevalla 1953 och utexaminerades från Kungliga Tekniska högskolan 1959. Han blev forskningsingenjör vid Fortifikationsförvaltningen 1959, ingenjör vid Kjessler & Mannerstråle AB 1960 och var gruppchef för dess väg- och trafikavdelning från 1964. Han skrev artiklar i svensk och finländsk fackpress.